# Villa Mazán
Villa Mazán es una localidad del departamento Arauco, en el norte de la provincia de La Rioja, Argentina.
Se encuentra en el km 1176 de la ruta nacional 60, a 30 km de Aimogasta, a 135 km de la ciudad de La Rioja, a solo 7 km de estación Mazán, y también a 7 km de Termas de Santa Teresita.
El clima es cálido y seco, con escasas precipitaciones y prácticamente inexistencias de heladas, veranos de altas temperaturas e inviernos benignos.
La localidad cuenta con un instituto educativo de nivel inicial y medio y un microhospital.

## Historia
Villa Mazán no fue formalmente fundada, sino que el paraje, junto con la región aledaña conocida como Valle de Mazán fue objeto de una permuta realizada en el año 1.753 entre Teodora de Villafañe y Tejeda y Nicolás Dávila y su madre María Gutiérrez. Pasado un tiempo, los nuevos propietarios transfirieron estas tierras a Pedro Ignacio Brioso Quijano. La localidad festeja su aniversario el día 20 de diciembre de cada año, en conmemoración de la fecha de la transferencia inicial.

## Población
Cuenta con 1,090 habitantes (Indec, 2010), lo que representa un descenso del 11% frente a los 1,227 habitantes (Indec, 2001) del censo anterior.
| Gráfica de evolución demográfica de Villa Mazán entre 1991 y 2010 |
|                                                                   |
| Fuente: Censos nacionales del INDEC                               |

## Actividades económicas
La principal actividad de la población se relaciona con la olivicultura, desarrollada en parcelas cercanas donde se cultiva exclusivamente la variedad Arauco. En pequeña escala, se producen artesanalmente conservas, aceites y otras preparaciones basadas en las olivas.

## Sismicidad
La sismicidad de la región de La Rioja es frecuente y de intensidad baja, y un silencio sísmico de terremotos medios a graves cada 30 años en áreas aleatorias.